# Manoir de la Guichardaie
Le manoir de la Guichardaie est un édifice situé à Tréal en France.
Ne pas le confondre avec le Château de la Guichardais en Carentoir.

## Localisation
Le manoir est situé sur le territoire de la commune de Tréal, au lieu-dit la Guichardaie, dans le département du Morbihan en région Bretagne.

## Description
Le manoir date du XVIe siècle. Édifice remanié, à un étage carré, construit en moellons de schiste. Toiture à  longs pans recouverte d'ardoises, pignon découvert. Escalier hors-œuvre : escalier à vis sans jour.

## Historique
Le manoir date du XVIe siècle, il est inscrit à l'inventaire général du patrimoine culturel.